# Mount Wisneski
Mount Wisneski ist ein 2334 m hoher und einem Gebirgskamm ähnelnder Berg im ostantarktischen Viktorialand. Er bildet das südliche Ende der Lashly Mountains nahe dem Polarplateau. An seinem südlichen Kliff und am östlichen Grat tritt viel Felsgestein zutage.
Das Advisory Committee on Antarctic Names benannte ihn 2006 nach Stanley P. Wisneski III., der die Zusammenarbeit der National Science Foundation mit den Dienstleistern ITT Antarctic Services und Antarctic Support Associates verantwortlich war und dabei zwischen 1985 und 1999 in zwei antarktischen Winter- sowie 11 Sommerkampagnen auf der McMurdo-Station und der Amundsen-Scott-Südpolstation an der Logistik, am Betrieb und an technischen Umsetzungen mitgewirkt hatte.